# Adolfo Hirsch
Adolfo José Hirsch (Guerrico, Pergamino, Buenos Aires, 31 de enero de 1986) es un futbolista argentino nacionalizado sanmarinense. Juega como delantero en el S. P. Cailungo de la liga de fútbol de San Marino.

## Trayectoria
Jugó en su pueblo natal hasta que a los 16 años pasó a las inferiores de Banfield. En 2007 pasó al Juventud de Pergamino y de ahí al Conesa FC de la localidad de Conesa, en el partido de San Nicolás.
En 2009 y gracias a otro jugador argentino, Danilo Rinaldi, llegó al SS Virtus de San Marino, donde jugó hasta 2012 cuando pasó al SS Cosmos. Desde 2014 juega en el SS Folgore/Falciano, hasta que en el año 2022 jugó con el F. C. Domagnano

## Selección nacional
El 10 de agosto de 2011 debutó en un partido amistoso en la selección de fútbol de San Marino, dirigida por Pierangelo Manzaroli, frente a Rumania que perdió 1 a 0. Hirsch ingresó en el minuto 81.

## Clubes
| Club                   | País       | Año       |
| ---------------------- | ---------- | --------- |
| C. A. Banfield         | Argentina  | 2002-2007 |
| Juventud de Pergamino  | Argentina  | 2007      |
| Conesa F. C.           | Argentina  | 2008      |
| A. C. Virtus           | San Marino | 2009-2013 |
| S. S. Cosmos           | San Marino | 2013-2015 |
| S. S. Folgore/Falciano | San Marino | 2015-2017 |
| S. P. La Fiorita       | San Marino | 2017-2019 |
| S. S. Pennarossa       | San Marino | 2019-2021 |
| S. S. Folgore/Falciano | San Marino | 2021-2022 |
| F. C. Fiorentino       | San Marino | 2022-2024 |
| S. P. Cailungo         | San Marino | 2024-     |